# Алчевсько-Кадіївська агломерація

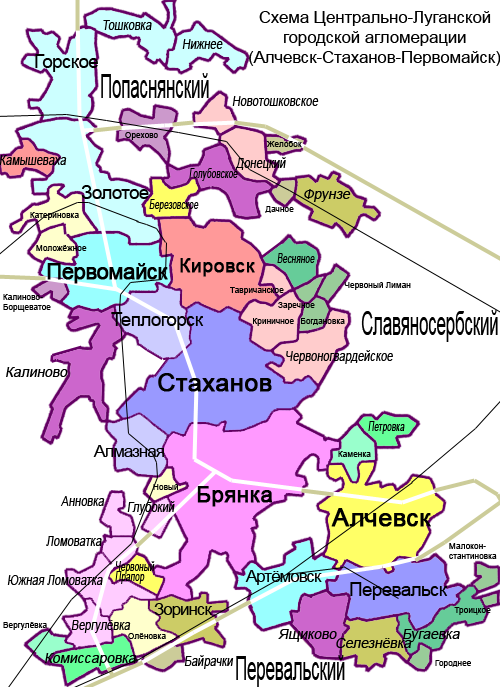
Схема Центрально-Луганської агломерації (рос.)

Алчевсько-Кадіївська агломерація (Центрально-Луганська агломерація) — агломерація з центром у містах Алчевськ і Кадіївка.
До агломерації входять міста:
- Алчевськ, Брянка, Кадіївка, Голубівка, Первомайськ, Гірське, Золоте, Алмазна, Ірміно, Перевальськ, Кипуче, Зоринськ, а також селища відповідних районів. Сільська територія агломерації включає Перевальський район, центральну й південну частину Попаснянського району й західний край Слов'яносербського району.

При цьому міста Алмазна, Кипуче, Гірське, Зоринськ, Золоте, Голубівка, Перевальськ, Ірміно відносяться до категорії малих міст, чисельність населення яких протягом останніх десятиліть коливалася.
Населення у агломерації: міста — 442 500 осіб, селища — 63 200 осіб, села — близько 7 300 осіб.
В цілому простежується тенденція поступового зменшення чисельності населення міст агломерації, яка є більш виразною у містах з переважанням вуглевидобувних підприємств.